# 銀吸口魚
銀吸口魚（學名：Moxostoma anisurum），為輻鰭魚綱鯉形目亞口魚科的其中一種，為溫帶淡水魚，分布於北美洲加拿大魁北克省至亞伯達省五大湖、聖羅倫斯河至美國阿拉巴馬州北部與阿肯色州北部密西西比河、維吉尼亞州的Roanoke河至喬治亞州的奧塔瑪哈河流域，本魚體呈橢圓形，體側銀色，背部深灰褐色，尾巴石板灰色，尾鰭較大且分叉，側線鱗41-42枚，體長可達74公分，體重可達10.8公斤，壽命可達10年，棲息於小型到大型河川的泥質或岩質底水潭與急流，偶爾發現於湖泊，屬雜食性，以軟體動物、昆蟲幼蟲、藻類、有機碎屑等為食，繁殖期在4至5月，雌魚在礫石淺灘處產卵，可作為遊釣魚。